# Jefferson Valverde
Jefferson Laider Valverde Arboleda (Guayaquil, 4 maggio 1999) è un calciatore ecuadoriano, centrocampista dell'Orense in prestito dallo Houston Dynamo.

## Carriera
Ha iniziato a giocare a calcio nelle serie minori del calcio ecuadoriano con le maglie di Toreros, Búhos ULVR ed Atl. Santo Domingo. Nel 2023 è stato acquistato dall'El Nacional dove ha debuttato in Serie A il 26 febbraio nell'incontro vinto 2-0 contro l'Aucas. Sei mesi più tardi ha firmato un contratto con l'LDU Quito, dove ha tuttavia trovato poco spazio.
Il 26 aprile 2024 è stato acquistato dallo Houston Dynamo, ed il 26 maggio ha debuttato in MLS nella partita persa 2-1 contro il LA Galaxy. Successivamente è stato assegnato alla seconda squadra con cui ha terminato l'annata in MLS Next Pro.
Il 24 gennaio 2025 è stato ceduto in prestito all'Orense, nella prima divisione ecuadoriana.

## Statistiche

### Presenze e reti nei club
Statistiche aggiornate al 20 febbraio 2025.
| Stagione        | Squadra          | Campionato      | Campionato | Campionato | Coppe nazionali | Coppe nazionali | Coppe nazionali | Coppe continentali | Coppe continentali | Coppe continentali | Altre coppe | Altre coppe | Altre coppe | Totale | Totale | Totale |
| Stagione        | Squadra          | Comp            | Pres       | Reti       | Comp            | Pres            | Reti            | Comp               | Pres               | Reti               | Comp        | Pres        | Reti        | Pres   | Reti   |        |
| --------------- | ---------------- | --------------- | ---------- | ---------- | --------------- | --------------- | --------------- | ------------------ | ------------------ | ------------------ | ----------- | ----------- | ----------- | ------ | ------ | ------ |
| 2023            | El Nacional      | A               | 15         | 0          | -               | -               | -               | CL                 | 4                  | 0                  | -           | -           | -           | 19     | 0      |        |
| 2023            | LDU Quito        | A               | 3          | 0          | -               | -               | -               | CS                 | 3                  | 0                  | RS          | 1           | 0           | 7      | 0      |        |
| 2024            | LDU Quito        | A               | 1          | 0          | -               | -               | -               | -                  | -                  | -                  | -           | -           | -           | 1      | 0      |        |
| Totale carriera | Totale carriera  | Totale carriera | 4          | 0          |                 | 0               | 0               |                    | 3                  | 0                  |             | 1           | 0           | 8      | 0      |        |
| 2024            | Houston Dynamo   | MLS             | 1          | 0          | USCup           | 0               | 0               | -                  | -                  | -                  | LC          | 0           | 0           | 1      | 0      |        |
| 2024            | Houston Dynamo 2 | MNP             | 15         | 0          | -               | -               | -               | -                  | -                  | -                  | -           | -           | -           | 15     | 0      |        |
| 2025            | Orense           | A               | 5          | 0          | -               | -               | -               | -                  | -                  | -                  | -           | -           | -           | 5      | 0      |        |
| Totale carriera | Totale carriera  | Totale carriera | 40+        | 0+         |                 | 0               | 0               |                    | 7                  | 0                  |             | 1           | 0           | 48+    | 0+     |        |

## Palmarès

### Club

#### Coppe nazionali
- Campionato ecuadoriano: 1

LDU Quito: 2023

#### Coppe internazionali
- Coppa Sudamericana: 1

LDU Quito: 2023